# Привреда Ватикана
Привреда Ватикана једна је од најспецифичнијих привреда света. Јединствена је по свом функционисању, али и по приходима и расходима.
Главни приходи најмање независне државе света јесу добротворни приходи али и зарада од продаје публикација, маркица и коверти, уметничких слика, туризма и текстилне индустрије. Под текстилном индустријом у седишту папске столице подразумева се производња и продаја одеће намењеној пре свега свештеничким лицима.
Широм света Ватикан поседује финансијски систем, банке и филијале. Захваљујући Латеранским уговором из 1926. године, наследница Папске државе добила је огромну своту новца, који је омогућио Ватикану да обезбеди акције у многе компаније. Такође, умедничка дела, списи, књиге, накит и остале драгоцености који су у посету ове земље дају посебну макроекономску стабилност.
Ватикан је више пута критикован због одлуке да не продаје предмете из своје уметничке колекције и тим новцем обезбеди себи приходе али и припомогне сузбијању сиромаштва у другим земљама.
Не постоји јавни прецизни податак колико износе државне резерве Папске државе нити колика је вредност предмета који се чувају у трезорима Ватикана.
У држави ради нешто више од 3.000 људи који живе изван граница Ватикана. Само током 2007. године приходи земље били су скоро 372 милиона америчких долара док су расход износили 386 милиона. Поређења ради, Ватикан је 1997. трошио 17 милиона долара од прикупљених 175,5 милиона. Фискална година траје од 1. јануара од 31. децембра.
Главни извозни и увозни партнер Ватикана је Италија. Поред прехрамбених производа, највише се увози електрична енергија. Заправо 100 одсто потреба Ватикана за електричним снадбевањем намирује се увозом од италијанских дистрибудера. Највише се извозе публикације.
Поред добротворних прихода, држава највише зарађује од туризма али и од продаје књига и приручника.
Званична валута државе је ватикански евро успостављен 2002. године. Пре тога на снази је била ватиканска лира. У погледу штампања и израде кованица и новчаница земља је зависна од италијанских штампарија.
Иако је до скора важила за некомерцијалну привреду, последњих година Ватикан уводи комерцијалне системе прикупљања новца. Тако се на пример однедавно на државној радио-станици емитује комерцијални економско пропагантни програм.